# Haliclona merejkowskii
Haliclona merejkowskii är en svampdjursart som först beskrevs av Jörn Hentschel 1929.  Haliclona merejkowskii ingår i släktet Haliclona och familjen Chalinidae. Inga underarter finns listade i Catalogue of Life.